# خورل (داغستان)
خورل (به لاتین: Khorel) یک منطقهٔ مسکونی در روسیه است که در شهرستان محرم‌کند واقع شده‌است.